# Rafael Márquez Esqueda
Rafael Márquez Esqueda (ur. 12 października 1947 w Tlaquepaque, zm. 11 października 2002 w Guadalajarze) – meksykański piłkarz występujący na pozycji środkowego obrońcy.
Karierę piłkarską rozpoczynał w zespole CD Oro z siedzibą w Guadalajarze, z którym po sezonie 1969/1970 spadł do drugiej ligi meksykańskiej. Nigdy później nie występował już w najwyższej klasie rozgrywkowej, na przestrzeni kilku kolejnych lat reprezentując barwy kilku drugoligowych drużyn – Tigres UANL z miasta Monterrey, a także CD Zamora i CD Irapuato, gdzie podczas rozgrywek 1974/1975 zajął drugie miejsce w Segunda División. Tam również, mając 28 lat, zakończył profesjonalną grę w piłkę.
Był żonaty z Rosą Maríą Álvarez, siostrą innego piłkarza, Leonardo Álvareza. Ich synem jest reprezentant kraju Rafael Márquez.
Zmarł w wieku 54 lat w Guadalajarze, z powodu dolegliwości wątroby.